# Ives (cráter)
Ives es un cráter de impacto del planeta Mercurio de 18 km de diámetro. Debe su nombre al compositor estadounidense Charles Ives (1874-1954), y su nombre fue aprobado por la  Unión Astronómica Internacional en1979.